# Castiglione di Carovilli
Castiglione is een plaats (frazione) in de Italiaanse gemeente Carovilli.